# Фесенков, Василий Григорьевич
Василий Григорьевич Фесе́нков (1 [13] января 1889 или 13 января 1889, Новочеркасск, область Войска Донского, Российская империя — 12 марта 1972, Москва, РСФСР, СССР) — советский астроном, астрофизик, профессор (1933), академик АН СССР (1935) и АН КазССР (1946), заслуженный деятель науки Казахской ССР (1947).
Разработал критерий приливной устойчивости небесных тел, объясняющий многие особенности строения Солнечной системы, образование и эволюцию галактических объектов.

## Биография
Родился 1 (13) января 1889 года в Новочеркасске. Отец — статский советник, преподаватель физики и математики Григорий Акимович Фесенков. Мать — Ольга Васильевна, урожденная Андропова. Дед по отцу — Иоаким Григорьевич Фесенков, протоиерей, настоятель градской Александро-Невской церкви Новочеркасска. Прадед по матери — Карл Иванович Эшлиман, архитектор имения Романовых в Ливадии.
После окончания Новочеркасского реального училища в 1907 году поступил на физико-математический факультет Императорского Харьковского университета. Уже на втором курсе он выполнил свою первую научную работу «Способ определения солнечного параллакса». Тогда же он начал вычисление орбиты кометы Морхауза, используя наблюдения, проведенные на различных обсерваториях мира. Эта работа была закончена через восемь месяцев и удостоена золотой медали университета. Одновременно с теоретическими исследованиями он проводил астрономические наблюдения на Харьковской обсерватории.
В 1911 году с отличием окончил университет и был оставлен при нём для подготовки к профессорскому званию. Через год был командирован в Парижский университет. В течение двух лет слушал лекции в Сорбонне и работал в качестве стажёра на обсерваториях Парижа и Мон Гро (Ницца); защитил в Парижском университете диссертацию «La lumiere Zodiacale» (Зодиакальный свет).
После возвращения в Россию, в 1915 году был принят приват-доцентом в Харьковский университет. С 1915 по 1920 год преподавал и работал астрономом-наблюдателем в Харьковской обсерватории. В 1917 году защитил магистерскую диссертацию «О природе Юпитера»; в Харькове была издана его монография по исследованию Юпитера. В том же году он начал чтение курса астрофизики, который до этого времени никогда не преподавался.
В 1920 году с женой и новорождённым сыном переехал к родителям в Новочеркасск, где по конкурсу был принят на должность профессора механики Донского политехнического института и профессора астрономии Новочеркасского педагогического института. Здесь он закончил работу над докторской диссертацией «Эволюция Солнечной системы», которую в 1920 году представил в Харьковский университет. Однако защита не состоялась, так как в это время учёные степени были отменены.
В 1922 году переехал в Москву, где в 1923 году стал директором Государственного астрофизического института, в ведении которого в первые годы его существования находилась Ташкентская обсерватория, астрономические станции в Кучино под Москвой и в Новочеркасске. С 1923 по 1930 год был профессором физико-технического отделения педагогического факультета 2-го МГУ.
В 1924 году организовал издание «Астрономического журнала», ответственным редактором которого был по 1964 год.
В 1928 году защитил диссертацию и получил учёную степень доктора физико-математических наук.
Профессор кафедры астрономии (1933—1935); заведующий кафедрой астрофизики механико-математического факультета МГУ (1935—1949). Заведующий Кучинской обсерваторией (1930—1936) и директор ГАИШ МГУ (1936—1939).
Член-корреспондент АН СССР c 15 января 1927 года — Отделение физико-математических наук (по разряду математических наук); академик АН СССР с 1 июня 1935 года — Отделение математических и естественных наук (астрономия).
В 1927—1934 годах принимал участие в составлении «Технической энциклопедии» в 26-ти томах под редакцией Л. К. Мартенса, автор статей по тематике «астрономия».
В 1941 году возглавил экспедицию в Казахстан по наблюдению солнечного затмения, где его застала война. Оставшись в Алма-Ате, он начал в её окрестностях, на Каменском плато строительство высокогорной обсерватории, которая вошла в состав, организованного им Астрофизического института; преподавал в Казахском педагогическом институте.
Руководил астрономическим советом АН СССР в 1936—1937 годах. Председатель Комитета по метеоритам АН СССР в 1945—1971 годах.
Скончался 12 марта 1972 года в Москве. Похоронен на Новодевичьем кладбище.

## Награды и звания
- 1945 — Медаль «За доблестный труд в Великой Отечественной войне 1941—1945 гг.»
- 1945 — Орден Ленина (10.06.1945)
- 1947 — заслуженный деятель науки Казахской ССР
- 1947 — Медаль «В память 800-летия Москвы»
- 1953 — Орден Ленина
- 1959 — орден Трудового Красного Знамени (29.01.1959)
- 1969 — Орден Ленина

## Публикации
Работы по атмосферной оптике, астрофизике и космогонии.
- Звезды. — [Москва] ; Ленинград : Гос. изд-во, 1924. — 52, [1] с. : ил. — (Популярно-научная библиотека).
- Лаплас. — М.:-Л.: Госиздат, 1925. — 71 с., 1 л. фронт. (портр.) — (Биографическая библиотека).
- On the colour-equivalents of the Yerkes actionometry stars / By V. Fesenkov (B. Fessenkoff). — [Ленинград] : [б. и.], 1929. — 28 с.
- Фотометрический анализ дневной освещенности / В. Г. Фесенков. Исследование освещенности дневного небесного свода / В. Г. Фесенков и Е. В. Пясниковская. — Москва : тип. «Мособлполиграфа», 1935 (Рязань). — 68 с. : ил. — (Труды Государственного астрономического института имени П. К. Штернберга; Т. 6. Вып. 3).
- Исследование строения атмосферы фотометрическим путем. Исследование камеры триплет Цейсса Кучинской астрофизической обсерватории . Исследование спектральной чувствительности фотопластинок в визуальных лучах спектра / В. Г. Фесенков. — Москва ; Ленинград : Онти. Глав. ред. общетехн. лит-ры и номографии, 1935 [на обл.: 1936]. — 122 с., 2 с. объявл. : ил. — (Труды Государственного астрономического института имени П. К. Штернберга; Т. 6. Вып. 2).
- Researches on the nocturn sky luminosity including light and the milky way / B. Fessenkoff. — Moscow : [б. и.], 1937. — 89 с. — (Труды Государственного астрономического института им. П. К. Штернберга / Moscow state university; Т. 10. Вып. 1).
- Определение колор-эквивалентов зезд до 5.5 величины между Северным полюсом и - 10° склонения. - Москва : [б. и.], 1940. — 172 с., 2 вкл. л. схем. и табл. : ил., черт. — (Труды Государственного астрономического института им. П. К. Штернберга / МГУ им. М. В. Ломоносова; Т. XIII, Вып. 1).
- Космогония солнечной системы. — М.:-Л.: Изд-во АН СССР, 1944. — 112 с., 3 л. ил. : черт. — (Научно-популярная серия/ Акад. наук СССР)
- Общая астрономия / Акад. В. Г. Фесенков. — Москва ; Ленинград : Гостехиздат, 1946. — 180 с. : ил.
- Метеорная материя в междупланетном пространстве / Акад. В. Г. Фесенков ; Акад. наук СССР. Ком. по метеоритам. Акад. наук Казах. ССР. Ин-т астрономии и физики. — Москва ; Ленинград, 1947. — 276 с. : ил.;
- Современные представления о Вселенной. — М.:-Л.: Изд-во АН СССР, 1949. — 260 с., 27 л. ил. — (Итоги и проблемы соврем. науки / Акад. наук СССР).
- Метеоры и метеориты. — Алма-Ата : Изд. и тип. Акад. наук Казах. ССР, 1949. — 50 с. : ил. — (Научно-популярная серия/ Акад. наук Казах. ССР).
- Физическая природа Солнца. — Алма-Ата : Изд-во Акад. наук Казах. ССР, 1950. — 38 с. : ил. — (Научно-популярная серия / Акад. наук Казах. ССР).
- Критерий приливной устойчивости и его применение в космогонии // «Астрономический журнал». — 1951. — Т. 28. — № 6.
- Образование звезд из волокон газово-пылевых туманностей // «Астрономический журнал». — 1952. — Т. 29. — № 4 (совместно с Д. А. Рожковским)
- Корпускулярная радиация как фактор эволюции Солнца и звёзд. — М., 1952.
- Происхождение и развитие небесных тел по современным данным. — [Москва] : Изд-во Акад. наук СССР, 1953. — 64 с., 1 л. ил. : ил. — (Научно-популярная серия / Акад. наук СССР).
- Жизнь во Вселенной / А. И. Опарин, В. Г. Фесенков. - Москва : Изд-во Акад. наук СССР, 1956. - 224 с. : ил.; 21 см. - (Научно-популярная серия/ Акад. наук СССР).
  - La vie dans l'Univers / A. Oparine, V. Fessenkov ; Trad. du rus. par M. Tsipine. — Moscou : Ed. en langues étrangères, 1958. — 247 с. : ил.
  - Животът във вселената / А. И. Опарин и В. Г. Фесенков ; Прев. от рус. Никола Николов. — София : Наука и изкуство, 1960. — 208 с. : ил.
  - L'universo : La vita nel cosmo / A. Oparin, V. Fesenkov. — Roma : Editori riuniti, 1961. — 239 с. : ил. — (Enciclopedia tascabile; 18).
  - Livet i universum / A. Oparin och V. Fesenkov ; Övers. från ryska av R. Berner. — Moskva : Förl. för litteratur på främmande språk, 1962. — 239 с. : ил.
- ABC do sistema solar / V. G. Fesenkov ; Trad. de A. Fernandes. — Rio de Janeiro : Vitória, 1957. — 184 с., 3 л. ил. — (Coletânea de estudos científicos; 4).
- Разгадывая тайны планет. — Москва : Воениздат, 1962. — 96 с., 1 л. карт. : ил. — (Научно-популярная б-ка).
- Жизнь во Вселенной. — М. : Знание, 1964. — 55 с. : граф. — (Новое в жизни, науке, технике. 9 серия. Физика. Математика. Астрономия; 8).
- Солнце и солнечная система: Избр. труды / В. Г. Фесенков ; [Авт. вступ. статьи Г. Ф. Ситник] ; АН СССР, Астрон. совет. — Москва : Наука, 1976. — 504 с., 1 л. портр. : граф.
- Метеориты и метеорное вещество. Избранные труды. — М., 1978.
- On the corpuscular emission theory of stellar evolution // «Annales d’Astrophysique». — 1959. — № 8 (совместно с Г. М. Идлисом)

## Память
В честь В. Г. Фесенкова были названы:
- Фесенков (лунный кратер)
- (2286) Фесенков — малая планета
- Нунатаки Фесенкова в Антарктиде (горы Принс-Чарльз, 70°57′ ю.ш., 66°58′ в.д., обследованы Советской Антарктической экспедицией в 1972—1973 гг.)[8].

Имя Василия Фесенкова носило рефрижераторное судно Латвийского Морского Пароходства.